# كورديل (جورجيا)
كورديل (بالإنجليزية: Cordele, Georgia)‏ هي مدينة تقع في مقاطعة كريسب، جورجيا بولاية جورجيا في الولايات المتحدة. تبلغ مساحة هذه المدينة 24.8 (كم²)، وترتفع عن سطح البحر 96 م، بلغ عدد سكانها 11608 نسمة في عام 2010 حسب إحصاء مكتب تعداد الولايات المتحدة.

## أعلام
- برنارد فورد
- بيري هنت ويلر
- رونالد إي. راي
- باستر براون
- روني إل. بوين
- دونتيل جيفرسون
- ماك هايمان

## وصلات خارجية
- City of Cordele Georgia Website
- Cities & Counties - Georgia.gov